# Maria Gräfin Graimberg-Bellau
Maria Gräfin Graimberg-Bellau (* 8. Juli 1879 in Bensheim; † 14. Juni 1965 in Heidelberg) war eine deutsche Pionierin weiblicher Berufsarbeit im sozialen Bereich, Begründerin einer der ersten Katholischen Sozialen Frauenschulen in Deutschland.

## Leben und Wirken

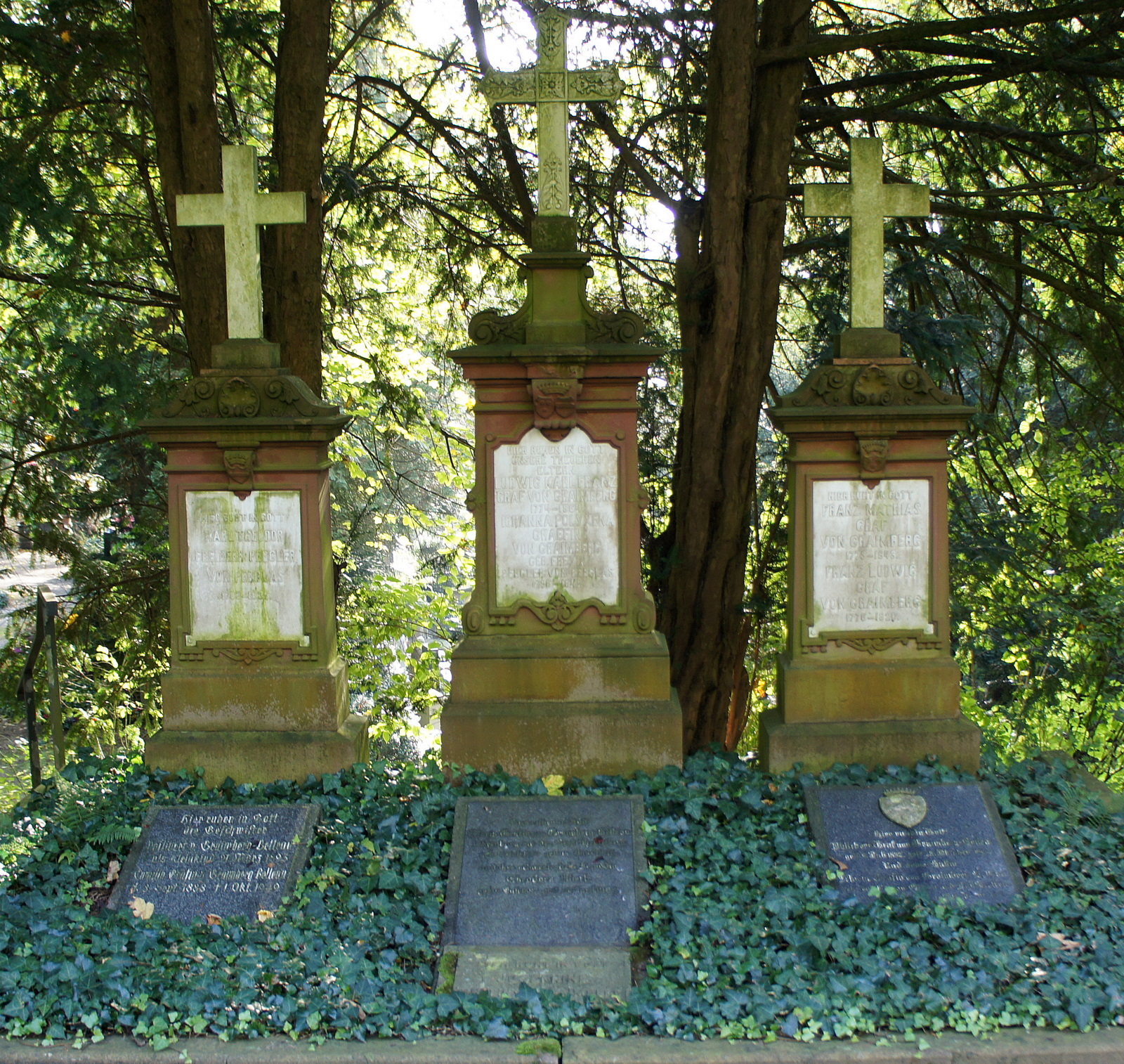
Ehrengrab der Maria Gräfin Graimberg-Bellau auf dem Heidelberger Bergfriedhof im Familiengrab (Abt. C 50, 51, und 52), mittlerer Liegestein

Maria Antoinette Josephine Theresia Franziska war das älteste von drei Kindern des Philibert Graf Graimberg-Bellau und dessen Ehefrau Anna Maria Gräfin Otting-Fünfstetten. Ihre Kindheit verbrachte sie auf Schloss Lautrach bei Memmingen und in Aschaffenburg. Nach der damals üblichen Ausbildung für Mädchen ihres Standes, Privatunterricht, Besuch einer Höheren Töchterschule und des Mädchenpensionats des Klosters St. Joseph auf Zangberg, führte sie das Leben einer Haustochter:
Doch dieses 'perspektivlose Dasein' befriedigte die junge Gräfin in keiner Weise. Darum besuchte sie in Aschaffenburg das Sprachlehrerinneninstitut, das sie nach Abschluß für den Unterricht der französischen Sprache befähigte.
Comtesse Maria fühlte sich zu einem klösterlichen Leben hingezogen. Doch die tiefgläubigen Eltern waren dagegen und so versuchte sie ihre religiöse Überzeugung mit einer Form des caritativen Engagements zu verbinden. Insbesondere ermuntert und unterstützt von Ellen Ammann, Pauline Gräfin Montgelas, Agnes Neuhaus u. a. Frauen der katholischen Frauenbewegung sowie Professor Michael Faulhaber, den späteren Kardinal von München-Freising, gründete die Gräfin Anfang April 1911 in Heidelberg, Am Kornmarkt 5, eine Soziale Frauenschule für katholische junge Mädchen und Frauen. Die Institution sollte getragen sein von katholischen Erziehungsidealen, die Berufsarbeit sollte Gottesdienst sein. Viele ihrer Schülerinnen hatten maßgebend die Soziale Arbeit beeinflusst. So rief beispielsweise Maria Croenlein 1918 die erste ausgebaute Soziale Frauenschulein der Schweiz in Luzern, die sich Schweizerische sozial-caritative Frauenschule Luzern nannte, ins Leben.
Sie war maßgebend an der Gründung (11. November 1916) der Berufsorganisation Verein Katholischer Sozialbeamtinnen Deutschland, zu dessen ersten Vorsitzenden Helene Weber gewählt wurde, beteiligt; von 1918 bis 1933 war sie Stadtverordnete für das Zentrum.
Als die Nazis an die Macht kamen, konnte sie ihre Schule, deren Schließung immer wieder angedroht wurde, unbeschadet durch die Wirren der Zeit manövrieren,
ohne nennenswerte Kompromisse mit den Machthabern gemacht zu haben. Die Schulleiterin ließ zwar das geforderte Fach 'Erb- und Rassenkunde' unterrichten. Sie problematisierte diese Inhalte allerdings unmißverständlich hinsichtlich ihrer religiös-ethischen Bedeutung für die engagierte Fürsorgerin katholischen Glaubens.
Bis 1951 leitete noch Maria Gräfin Graimberg-Bellau die Soziale Frauenschule. 1951 übergab sie die Ausbildungsstätte in die Trägerschaft des Deutschen Caritasverbandes, der 1977 die, sich seit 1966 nach der Adeligen nennende Einrichtung, in die Katholische Fachhochschule für Sozialwesen und Religionspädagogik Freiburg überführte.
Mit dem Tod der Gräfin Maria de Graimberg-Bellau im Jahre 1965 ist der deutsche Zweig des französischen Adelsgeschlechts derer von Graimberg-Bellau ausgestorben.
Maria Gräfin Graimberg-Bellau fand ihre letzte Ruhe im Graimbergschen Familiengrab auf dem Bergfriedhof (Heidelberg) in der Abteilung C 50, 51, und 52.
Ihre Privatbibliothek befindet sich heute in der Universitäts- und Landesbibliothek Darmstadt.

## Auszeichnungen und Ehrungen
- 1931 Pro Ecclesia et Pontifice
- 1959 Verdienstorden der Bundesrepublik Deutschland
- 1964 Ehrenbürger von Heidelberg
- Die Geriatrische Abteilung des Bethanien-Krankenhauses Heidelberg trägt zu Ehren der engagierten Gräfin ihren Namen.

## Werke
- Aus Heidelbergs Vergangenheit, in: 60 Jahre Pfälzer Festschrift Heidelberg 1865-1925, Heidelberg 1925
- Fürsorgerinnenberuf als Gabe und Aufgabe, in: Soziale Grüße. Festschrift zum 50jährigen Jubiläum der Sozialen Frauenschule Heidelberg 1911-1961, Heidelberg 1961